# Provincia de Baja Silesia
La Provincia de Baja Silesia (del alemán: Provinz Niederschlesien) fue una provincia del Estado Libre de Prusia desde 1919 hasta 1945. Entre 1938 y 1941 fue reunificada con Alta Silesia como provincia de Silesia. La capital de Baja Silesia era Breslavia (ahora Wrocław en Polonia). La provincia fue dividida en dos regiones administrativas (Regierungsbezirke), Breslavia y Liegnitz.
La provincia no era congruente con la región histórica de Baja Silesia, que ahora permanece principalmente en Polonia. Adicionalmente comprendía los distritos de la Alta Lusacia de Görlitz, Rothenburg y Hoyerswerda en el oeste, que hasta 1815 habían pertenecido al reino de Sajonia, así como el anterior condado de Kladsko en el sureste.
La provincia desapareció al final de la II Guerra Mundial y con la implementación de la Línea Óder-Neisse en 1945, el área al este del río Neisse pasó a la República de Polonia. La parte occidental, menor, fue incorporada a los estados alemanes de Sajonia y Brandeburgo.

## Regiones administrativas[2]

### Regierungsbezirk Breslau

#### Distritos urbanos /Stadtkreise
1. Ciudad de Breslavia
2. Ciudad de Brieg
3. Ciudad de Schweidnitz
4. Ciudad de Waldenburg

#### Distritos rurales /Landkreise
1. Landkreis Breslavia
2. Landkreis Brieg
3. Landkreis Frankenstein
4. Landkreis Glatz
5. Landkreis Groß Wartenberg
6. Landkreis Guhrau
7. Landkreis Habelschwerdt
8. Landkreis Militsch
9. Landkreis Namslau
10. Landkreis Neumarkt
11. Landkreis Oels
12. Landkreis Ohlau
13. Landkreis Reichenbach (im Eulengebirge)
14. Landkreis Schweidnitz
15. Landkreis Strehlen
16. Landkreis Trebnitz
17. Landkreis Waldenburg
18. Landkreis Wohlau

### Regierungsbezirk Liegnitz

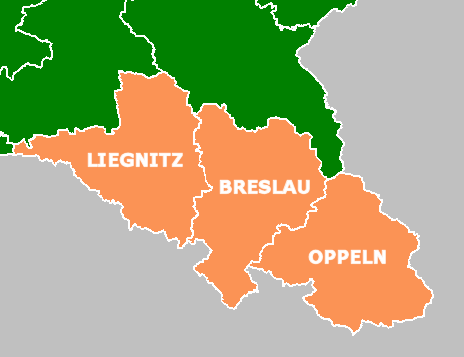
Mapa de Silesia, mostrando la localización histórica de Baja Silesia (Liegnitz), Media Silesia (Breslavia) y Alta Silesia (Oppeln).

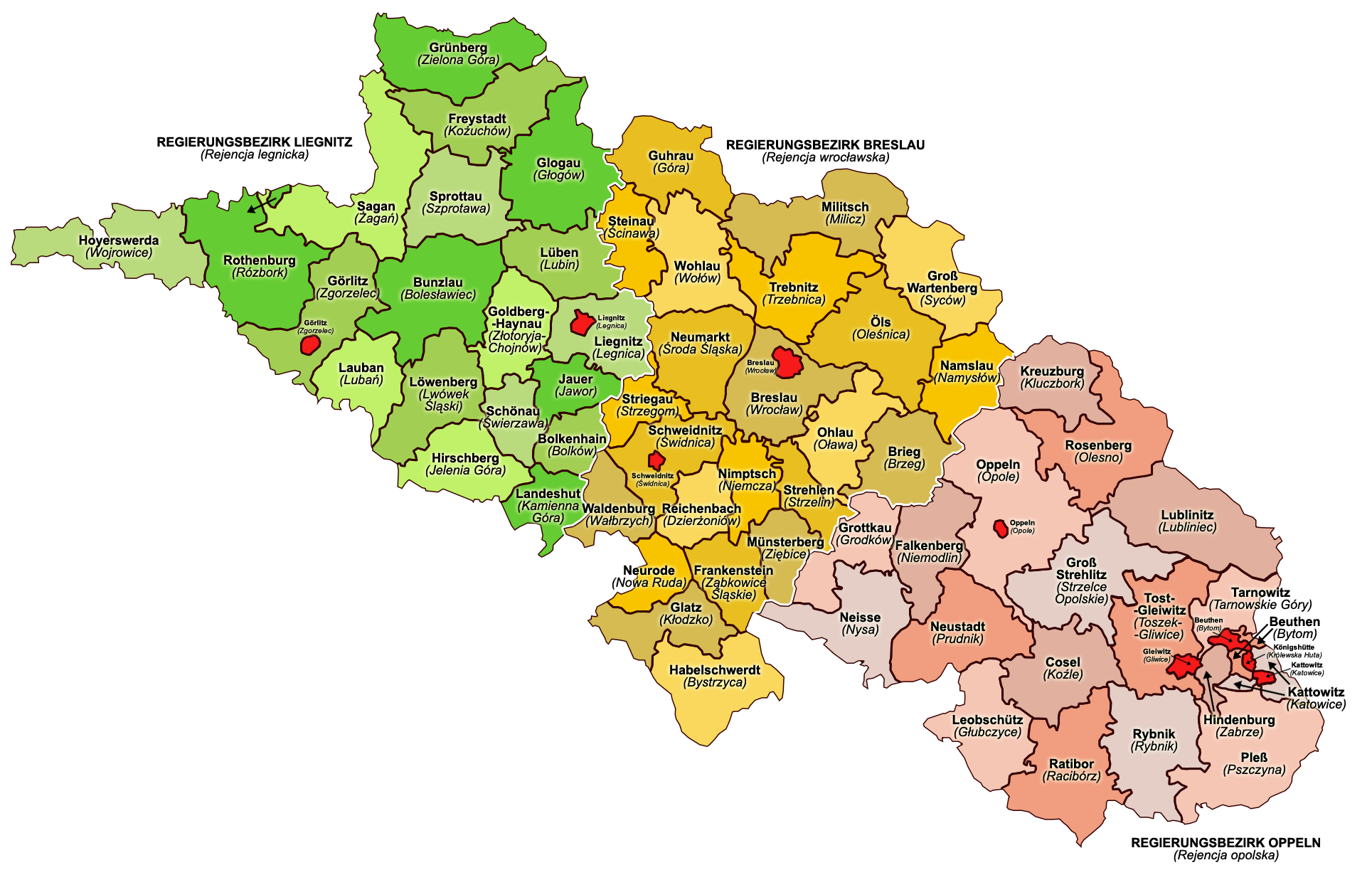
Mapa administrativo de Silesia de 1905, mostrando la Baja Silesia en verde, la Silesia Media en amarillo y la Alta Silesia en rosa.

#### Distritos urbanos /Stadtkreise
1. Ciudad de Glogau
2. Ciudad de Görlitz
3. Ciudad de Hirschberg im Riesengebirge
4. Ciudad de Liegnitz

#### Distritos rurales /Landkreise
1. Landkreis Bunzlau
2. Landkreis Fraustadt
3. Landkreis Freystadt i. Niederschles.
4. Landkreis Glogau
5. Landkreis Görlitz
6. Landkreis Goldberg
7. Landkreis Grünberg
8. Landkreis Hirschberg
9. Landkreis Hoyerswerda
10. Landkreis Jauer
11. Landkreis Landeshut
12. Landkreis Lauban
13. Landkreis Liegnitz
14. Landkreis Löwenberg
15. Landkreis Lüben
16. Landkreis Rothenburg (Ob. Laus.)
17. Landkreis Sprottau